# Jamie Lidell

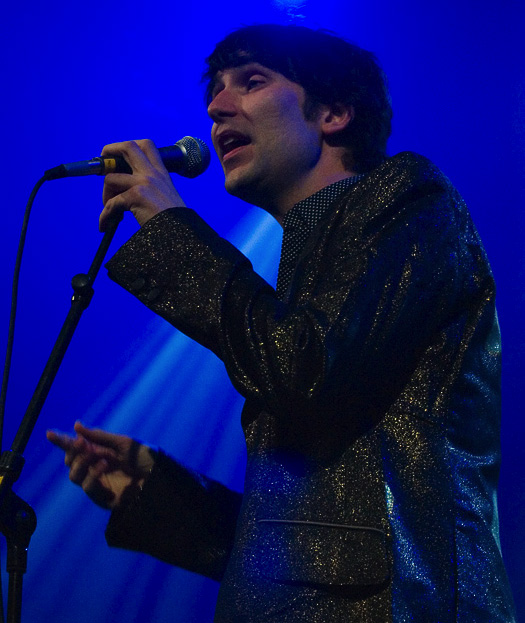
Jamie Lidell in 2006

Jamie Lidell (Huntingdon (Cambridge, Engeland), 18 september 1973) is een Britse musicus en soulzanger. Zijn muziek wordt uitgebracht op het label Warp Records. Hij stond op zijn zestiende voor het eerst op het podium, als voorprogramma van The Prodigy.
Lidell staat bekend om nummers die hij maakt met zijn stem en zijn microfoon. Hij maakt zelf de percussie en de melodie door te werken als een beatboxende eenpersoonsband. Dan zingt hij over zijn vergrotende stemmen zijn door soul geïnspireerde nummers. Bij zijn optredens wordt hij meestal begeleid door een liveband.

## Discografie

### Albums
| Album met eventuele hitnotering(en) in de Nederlandse Album Top 100 | Datum van verschijnen | Datum van binnenkomst | Hoogste positie | Aantal weken | Opmerkingen |
| ------------------------------------------------------------------- | --------------------- | --------------------- | --------------- | ------------ | ----------- |
| Freekin' the frame                                                  | 1997                  | -                     |                 |              | ep          |
| Safety in numbers                                                   | 1998                  | -                     |                 |              | ep          |
| Muddlin Gear                                                        | 2000                  | -                     |                 |              |             |
| Multiply                                                            | 2005                  | 21-01-2006            | 37              | 17           |             |
| Jim                                                                 | 25-04-2008            | 03-05-2008            | 17              | 25           |             |
| Compass                                                             | 07-05-2010            | 22-05-2010            | 44              | 4            |             |
| Jamie Lidell                                                        | 18-02-2013            | 23-02-2013            | 64              | 2            |             |
| Building a beginning                                                | 14-10-2016            | 22-10-2016            | 97              | 1            |             |

| Album met hitnotering(en) in de Vlaamse Ultratop 200 albums | Datum van verschijnen | Datum van binnenkomst | Hoogste positie | Aantal weken | Opmerkingen |
| ----------------------------------------------------------- | --------------------- | --------------------- | --------------- | ------------ | ----------- |
| Multiply                                                    | 01-06-2005            | 02-07-2005            | 63              | 2            |             |
| Jim                                                         | 25-04-2008            | 03-05-2008            | 14              | 40           |             |
| Compass                                                     | 07-05-2010            | 22-05-2010            | 10              | 14           |             |
| Jamie Lidell                                                | 15-02-2013            | 23-02-2013            | 13              | 12           |             |
| Building a beginning                                        | 14-10-2016            | 22-10-2016            | 68              | 2            |             |

### Singles
| Single met eventuele hitnotering(en) in de Nederlandse Top 40 | Datum van verschijnen | Datum van binnenkomst | Hoogste positie | Aantal weken | Opmerkingen                 |
| ------------------------------------------------------------- | --------------------- | --------------------- | --------------- | ------------ | --------------------------- |
| Multiply                                                      | 2005                  | 28-01-2006            | 37              | 2            | Nr. 35 in de Single Top 100 |
| What's the use?                                               | 2006                  | -                     |                 |              | Nr. 92 in de Single Top 100 |
| Another Day                                                   | 2008                  | 17-05-2008            | 15              | 10           | Nr. 16 in de Single Top 100 |

| Single met hitnotering(en) in de Vlaamse Ultratop 50 | Datum van verschijnen | Datum van binnenkomst | Hoogste positie | Aantal weken | Opmerkingen |
| ---------------------------------------------------- | --------------------- | --------------------- | --------------- | ------------ | ----------- |
| Figured me out                                       | 2008                  | 10-05-2008            | tip24           | -            |             |
| Another day                                          | 18-04-2008            | 31-05-2008            | 35              | 6            |             |
| Little bit of feel good                              | 2008                  | 22-11-2008            | tip8            | -            |             |
| Enough's enough                                      | 03-05-2010            | 22-05-2010            | tip6            | -            |             |
| You naked                                            | 28-01-2013            | 23-02-2013            | tip10           | -            |             |
| Do yourself a faver                                  | 29-04-2013            | 18-05-2013            | tip27           | -            |             |
| Big love                                             | 24-06-2013            | 10-08-2013            | tip83           | -            |             |
| We all fall down                                     | 02-10-2015            | 07-11-2015            | 30              | 6            | met A-Trak  |
| Walk right back                                      | 18-07-2016            | 30-07-2016            | tip             | -            |             |
| Julian                                               | 10-10-2016            | 22-10-2016            | tip12           | -            |             |